# Abenteuer in New York
Abenteuer in New York (Originaltitel: The Wilderness Woman) ist eine US-amerikanische Stummfilmkomödie aus dem Jahr 1926 von Howard Higgin mit Aileen Pringle und Lowell Sherman in den Hauptrollen. Das Drehbuch basiert auf der Kurzgeschichte The Wilderness Woman von Arthur Stringer.

## Handlung
Der Goldgräber Kodiak MacLean findet in Alaska Gold und verkauft seinen Claim mit Hilfe des Ingenieurs Alan Burkett an ein Syndikat. Fasziniert von Alans Erzählungen über dessen Heimatstadt New York reisen Kodiak und seine Tochter Juneau nach Osten, um dort ihr neues Zuhause zu finden.
Unterwegs begegnen die MacLeans zwei Hochstaplern, bekannt als „der Colonel“ und „sein Verbündeter“, die sich als Vater und Sohn ausgeben. Nach ihrer Ankunft in New York treffen die MacLeans mit Alan zusammen. Juneaus Bärenjunges Skeemo verursacht in der Lobby des Biltmore Hotels einen Aufruhr. Juneau legt ihre praktische Kleidung ab und erwirbt die neuste Mode, was das Interesse sowohl von Alan als auch des intriganten Verbündeten weckt. An anderer Stelle in der Stadt versucht der Colonel, Kodiaks Interesse am U-Bahn-System auszunutzen, indem er ihm anbietet, ihm eine Station zu verkaufen. Kodiak lehnt ab, da er nicht glauben kann, dass Züge unter dem Fluss fahren. Der Verbündete macht unerwünschte Avancen bei Juneau und sie schlägt ihn bewusstlos, bevor Alan ihr zu Hilfe kommen kann. Sie wendet ihre Aufmerksamkeit Alan zu und alles endet glücklich.

## Hintergrund
Am 23. Januar 1926 wurde bekannt gegeben, dass Produzent Robert Kane kürzlich die Rechte an The Wilderness Woman erworben hatte. Die Dreharbeiten sollten am 8. Februar 1926 beginnen. Die Produktionsleitung hatte Hampton del Ruth, der für Kanes „Comedy Unit“ verantwortlich war.
Am 10. Februar 1926 wurde berichtet, dass die Filmcrew am Vorabend zu Dreharbeiten in Saranac Lake abgereist war. Als Regisseur wurde Wesley Ruggles identifiziert. Im Juni 1926 bestellte Ruggles ein Bärenjunges aus dem Süden der USA für die Rolle des Skeemo. Der Bär wurde ans Set gebracht, als die Außentemperatur −20° Celsius betrug. Das junge Tier reagierte stark auf die Kälte und biss Berichten zufolge einem Requisiteur ins Bein. Ruggles unterbrach die Produktion, bis ein einheimisches Bärenjunges als Ersatz gefunden werden konnte. Das Junge namens „Hortense“ kehrte mit der Truppe zu den Cosmopolitan-Studios in New York City zurück. Es wurde behauptet, am Set würden winterliche Temperaturen aufrechterhalten, um sein Wohlbefinden zu gewährleisten.
Am 1. Mai 1926 wurde vermerkt, dass Kane Ruggles durch den Drehbuchautor Howard Higgin ersetzt hatte. Obwohl Higgin keinerlei Erfahrung als Regisseur hatte, übertrug Kane ihm den Auftrag, weil er davon überzeugt war, dass ein guter Drehbuchautor auch als Regisseur qualifiziert sei. Es wurde keine Erklärung für Ruggles’ Weggang gegeben. Der Abschluss der Hauptdreharbeiten wurde am 21. März 1926 bekannt gegeben. Der Titel wurde kurzzeitig in Hello, New York geändert.
Die Premiere des Films fand am 9. Mai 1926 in New York statt.
In einer Pressemeldung vom 17. April 1926 hieß es, der Publizist Randy White habe versucht, aus einer Story über ein entlaufenes Bärenjunges in Jersey City in New Jersey Kapital zu schlagen. Das Junge, das der Tochter eines Schrotthändlers gehörte, war auf die Spitze eines Strommastes geklettert, konnte aber nicht wieder herunterklettern. Elektriker wurden benötigt, um das Junge mit einem Flaschenzug zu retten. White versuchte, Kanes Geschäftsführer George F. Dembow davon zu überzeugen, dass das Tier ein Musselin-Banner mit der Aufschrift „Ich bin Skeemo“ getragen habe, doch er hatte keinen Erfolg.
Robert M. Haas oblag die künstlerische Leitung.
Da keine Kopien der acht Filmrollen existieren, gilt der Film als verschollen.

## Kritiken
Mordaunt Hall von der The New York Times lobte, der Film sei mit einer großartigen Besetzung ausgestattet und soweit es wahrnehmbar sei, mache keiner der Schauspieler einen falschen Zug. Der unnachahmliche Chester Conklin halte den Spaß während dieser Komödie auf einer angenehmen Temperatur. Dies sei eine ausgesprochen kluge Komödie, eine angenehme Enttäuschung, wenn man bedenke, dass der Titel vermuten lasse, dass es sich um eine Erzählung der weiten, offenen Landschaften handele, mit finsteren Gesichtern.
Michael L. Simmons stellte im Magazin Exhibitors Daily Review fest, dass diese Art von Komödie universellen Reiz habe. Daher sollte sie, ergänzt durch eine kompetente Besetzung und fähige Regie, in jedem Haus ein Anziehungspunkt sein.
Maybelle Chew nannte den Film in der Baltimore Afro-American eine nette Komödie ohne Slapstick.